# Clathrus columnatus
Clathrus columnatus, comúnmente conocido como hongo de columna apestoso, es una especie sapróbica de hongo basidiomiceto de la familia Phallaceae. Al igual que otros hongos picudos, el cuerpo fructífero, conocido como receptáculo, comienza como un «huevo» subterráneo. A medida que el hongo se desarrolla, el receptáculo se expande y sale de la volva protectora, convirtiéndose finalmente en estructuras maduras caracterizadas por dos a cinco largas columnas esponjosas verticales de color naranja o rojo, unidas en el ápice. El receptáculo completamente desarrollado alcanza una altura de 8 cm (3+1⁄4 pulg.). Las superficies interiores de las columnas están cubiertas de una baba fétida que contiene esporas de color marrón oliva, que atrae a moscas y otros insectos que ayudan a diseminar las esporas.
La especie tiene una amplia distribución y se ha encontrado en África, Australasia y América. Es posible que se haya introducido en Norteamérica con plantas exóticas. Aunque antes se consideraba indeseable, el hongo está catalogado como comestible. Es frecuente encontrarlo en el mantillo.

## Taxonomía
La especie fue nombrada por primera vez por el botánico francés Louis Augustin Guillaume Bosc en 1811. Christian Gottfried Daniel Nees von Esenbeck la transfirió a Laternea en 1858, un género destinado a dar cabida a aquellas especies similares a Clathrus con brazos dispuestos en columnas en lugar de una red; en su significado actual, Laternea incluye especies que tienen la gleba suspendida por debajo del arco del receptáculo por trabéculas (columnas que se extienden desde el peridio hasta el núcleo central del receptáculo). Otros géneros a los que se ha transferido la especie incluyen Linderia por Gordon Herriot Cunningham en 1932, Colonnaria por Eduard Fischer en 1933, y Linderiella por Cunningham en 1942. Colonnaria, Linderia y Linderiella se consideran ahora géneros obsoletos, ya que han sido subsumidos en Clathrus.
El epíteto específico columnatus es latino y significa «sostenido por pilares». El hongo se conoce comúnmente como «hongo de columna apestoso». Curtis Gates Lloyd escribió en 1906 «en Florida, es conocido por los nativos como “Dedos de Hombre Muerto”. sin embargo en los últimos tiempos Dedos de Hombre Muerto suele referirse a Xylaria polymorpha.

## Descripción
El cuerpo fructífero, o receptáculo, de Clathrus columnatus consta de dos a cinco (normalmente cuatro) columnas verticales esponjosas, que están separadas donde nacen de la volva, pero unidas en la parte superior formando un arco. Las columnas están unidas por pares; los pares opuestos están unidos por un arco corto y ancho de estructura similar a la de las columnas. Las columnas, más estrechas en la base que en la parte superior, son de color naranja rojizo por encima y rosa amarillento por debajo. Los ejemplares jóvenes tienen el cuerpo fructífero comprimido en el pequeño espacio interior de un «huevo», que consiste en un peridio rodeado por una capa gelatinosa que encierra el cuerpo fructífero comprimido. El huevo, normalmente gris o marrón grisáceo, suele alcanzar diámetros de 3 a 5 cm (1+1⁄4 a 2 in) antes de que crezcan las columnas. La volva permanece en la base del cuerpo del fruto como un saco grueso, suelto y blanquecino. Los cordones miceliales que se encuentran en la base de la volva están formados por dos tipos de tejidos: un haz central de hifas finas que se extienden en dirección longitudinal y una capa cortical externa de hifas más gruesas que forman una estructura suelta pero muy entretejida. Las columnas completamente desarrolladas pueden extenderse de 5 a 8 cm por encima del suelo, una ubicación que optimiza la dispersión de esporas. La gleba, la masa que contiene las esporas, tiene un olor fétido y está untada en la superficie superior interna de las columnas.

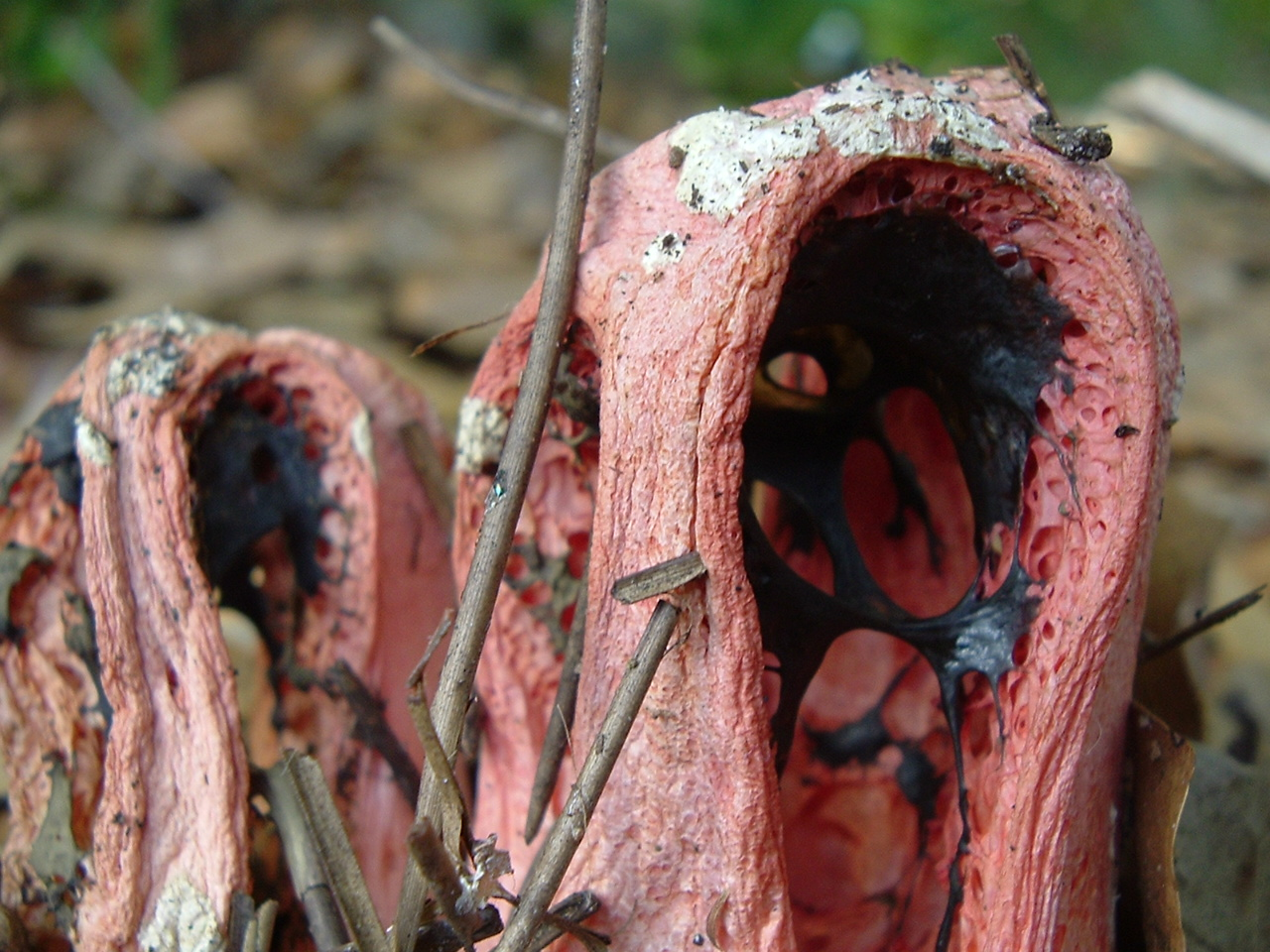
Los ejemplares maduros muestran la gleba de color oscuro

Las esporas son elípticas, lisas y tienen unas dimensiones de 3,5-5 por 2-2,5 μm. Tienen paredes finas y están cubiertas por una envoltura transparente.

### Desarrollo
El botánico estadounidense Edward Angus Burt publicó una descripción detallada del desarrollo de C. columnatus en 1896. Descubrió que el huevo consta de sistemas corticales y medulares continuados hacia arriba desde el filamento micelial en la fase más temprana. La capa cortical da lugar a la capa externa de la volva, las placas corticales y el pseudoparénquima (células de paredes finas, normalmente angulares, dispuestas al azar y apretadas) del receptáculo. La porción medular da lugar a las masas gelatinosas de la capa gelatinosa de la volva, a la gleba y al tejido gelatinoso de las cámaras del receptáculo. La elongación del receptáculo comienza en la base y tras su elongación, la gleba cuelga suspendida del arco del receptáculo por el tejido medular que constituye las masas camerulares del receptáculo.

### Especies similares
Pseudocolus fusiformis, Clathrus bicolumnatus y Clathrus ruber tienen similitudes con Clathrus columnatus. El calamar de celosía, C. ruber, tiene un receptáculo más grande, globoso y en forma de celosía. El «calamar apestoso», P. fusiformis, tiene los brazos unidos en la base y libres en la parte superior. Crece en troncos en descomposición y en suelos triturados, a diferencia de C. columnatus, que crece en suelos arenosos. C. bicolumnatus tiene una estatura más pequeña (hasta 9 cm de altura) y sólo tiene dos columnas. Laternea dringii también es mucho más pequeña.

## Hábitat y distribución
Como todas las especies de Phallaceae, C. columnatus es sapróbico y utiliza la digestión extracelular para adquirir nutrientes de la materia orgánica 
muerta y en descomposición, como la madera. Como consecuencia de su predilección por la madera muerta, este hongo suele estar asociado a hábitats alterados. Es frecuente encontrarlo creciendo en jardines y residencias y alrededor de ellos, donde las zonas de cultivo o ajardinamiento han dado lugar a acumulaciones de mantillo, virutas de madera u otros materiales ricos en celulosa. Los cordones miceliales pueden rastrearse hasta raíces enterradas, tocones y otros materiales leñosos. La especie crece en suelos arenosos, cerca de restos leñosos, en céspedes, jardines y suelos cultivados. Los cuerpos fructíferos aparecen aislados o dispersos y pueden surgir en verano, otoño y principios de invierno, especialmente después de un clima húmedo.
El hongo se ha recogido en Oceanía (incluidas Nueva Zelanda y Nueva Guinea), África, China y América del Norte y del Sur. En China, se encuentra en Jiangsu, Fujian y Guangdong. La distribución en América del Norte se extiende hacia el norte hasta Nueva York y hacia el sur hasta México, así como Costa Rica; también se encuentra en Hawái. El hongo es menos común en el sureste y sur de Estados Unidos. Se cree que fue introducido en Norteamérica, ya que suele aparecer en zonas ajardinadas u otros lugares donde se han establecido plantas exóticas.
El micólogo australiano Tom May señala que su distribución en Australia es «presumiblemente errónea», ya que se basa en una única recolección en 1948.

## Ecología
Al igual que otros miembros de la familia Phallaceae, el hongo maduro atrae a los insectos con su olor para ayudar a dispersar sus esporas. Se ha registrado que Psilopyga fasciata, un escarabajo de la familia de los escarabajos de la savia, se alimenta de la gleba de especímenes mexicanos.

## Toxicidad
Las palabras de William Gilson Farlow, publicadas en 1890, sirven de advertencia a quienes pudieran sentirse inclinados a consumir Clathrus columnatus: «El olor de los especímenes adultos del orden Phalloidea es tan repulsivo que la cuestión de su carácter venenoso cuando los comen los hombres ha sido a menudo objeto de experimentos». Farlow describió dos casos de envenenamiento, uno relacionado con una joven «que comió un pequeño trozo del hongo, y fue presa de violentas convulsiones seguidas de pérdida del habla y un sueño profundo que duró 52 horas»; el otro caso se refería a cerdos que comieron el hongo encontrado en parches en bosques de robles, y murieron entre 12 y 15 horas después.

## Usos
A pesar de los primeros informes de envenenamiento, Orson K. Miller, Jr. considera que el sabor del huevo es suave y cataloga la especie como comestible.